# Nibong Baroh
Nibong Baroh is een bestuurslaag in het regentschap Aceh Utara van de provincie Atjeh, Indonesië. Nibong Baroh telt 568 inwoners (volkstelling 2010).